# Orzeł-Klasse (1939)
Die Orzeł-Klasse war eine U-Boot-Schiffsklasse der polnischen Marine im Zweiten Weltkrieg und danach. Die zwei Boote der Klasse wurden auf den Werften Koninklijke Maatschappij De Schelde in Vlissingen und der Rotterdamsche Droogdok Maatschappij in Rotterdam gebaut. Entworfen wurden die Boote von einem Team aus niederländischen und polnischen Ingenieuren. Die Baukosten für die beiden Boote der Orzeł-Klasse betrugen über 20 Millionen Złoty und wurden hauptsächlich durch Lieferung polnischer Agrarprodukte finanziert.

## Konstruktive Merkmale
Es handelte sich um U-Boote mit einem klassischen kombinierten Antrieb aus Diesel- und Akkumulator-betriebenen Elektromotoren ohne Schnorchel. Die beiden 6-Zylinder-Dieselmotoren des Schweizer Herstellers Sulzer lieferten zusammen eine Leistung von 4740 PS (3484 kW). Die beiden Elektromotoren kamen vom ebenfalls schweizerischen Hersteller Brown & Boverie und gaben zusammen eine Leistung von 1.100 PS (809 kW) ab. Die Boote besaßen zwei Wellen, die zwei Schrauben antrieben. Mit Dieselantrieb konnte über Wasser eine Geschwindigkeit von 19,4 kn (35,9 km/h) und getaucht mit elektrischem Antrieb 9,0 kn (16,7 km/h) erreicht werden.
Der Bootskörper war als 2-Hüllen-Konstruktion gebaut und hatte eine zugesicherte Tauchtiefe von 80 m. Die maximale Tauchtiefe wurde mit 100 m angegeben.
Die Rohrbewaffnung für den aufgetauchten Einsatz bestand aus einem 105-mm-Deckgeschütz des schwedischen Herstellers Bofors und zweier Bofors-40-mm-Flak in Doppellafette. Das zur Luftabwehr ursprünglich geplante schwere 13,2-mm-Maschinengewehr des französischen Herstellers Hotchkiss wurde in der Bauphase durch die schwedische Doppel-Flak ersetzt.
Die Boote besaßen acht interne nachladbare Torpedorohre (vier im Bug, vier im Heck). Zusätzlich waren außerhalb des Druckkörpers vier externe, schwenkbare, auf See nicht nachladbare Rohre installiert. Insgesamt führten die Boote bis zu 20 Torpedos mit. Die Torpedorohre waren ausgelegt, sowohl französische 21,7-Zoll- (550 mm) und mit einem Einschubadapter auch die kleinkalibrigeren britischen 21-Zoll-(533-mm)-Whitehead-Torpedos zu verschießen. In der Praxis wurden nur die 21-Zoll-Torpedos benutzt.
Der Entwurf geriet für die seichten Gewässer der kleinen Ostsee etwas zu groß. Die maximale Verdrängung von 1.650 ts übertraf sogar die der frühen deutschen Typ-IX-Hochseeboote.

## Boote der Klasse
| Name  | Bauwerft                                         | Kiellegung      | Stapellauf       | Indienststellung | Bemerkungen |
| ----- | ------------------------------------------------ | --------------- | ---------------- | ---------------- | --- |
| Orzeł | Koninklijke Maatschappij De Schelde, Vlissingen, | 14. August 1936 | 15. Januar 1938  | 2. Februar 1939  | Die Orzeł lief zu Kriegsbeginn am 1. September 1939 aus, wurde kurzzeitig in Estland interniert, brach nach Großbritannien durch, versenkte im April 1940 während des deutschen Unternehmens Weserübung mehrere feindliche Einheiten und wird seit dem Juni 1940 in der Nordsee vermisst. |
| Sęp   | Rotterdamsche Droogdok Maatschappij, Rotterdam   | November 1936   | 17. Oktober 1938 | April 1939       | Die Sęp wurde im April 1939 bei einer Testfahrt nach Polen „entführt“. Sie wurde am 3. September 1939 durch deutsche Wasserbomben schwer beschädigt und ließ sich am 14. September in Schweden internieren. Nach dem Kriegsende kehrte die Sęp am 24. Oktober 1945 nach Polen zurück, wo sie bis zu ihrer Außerdienststellung am 15. September 1969 als Ausbildungsboot genutzt wurde. Sęp wurde 1972 verschrottet. |